# Rhynchosia americana
Rhynchosia americana là một loài thực vật có hoa trong họ Đậu. Loài này được (Mill.) Metz miêu tả khoa học đầu tiên.